# Anthomyiopsis nigrisquamata
Anthomyiopsis nigrisquamata är en tvåvingeart som först beskrevs av Zetterstedt 1838.  Anthomyiopsis nigrisquamata ingår i släktet Anthomyiopsis och familjen parasitflugor. Arten är reproducerande i Sverige. Inga underarter finns listade i Catalogue of Life.